# Phacodes personatus
Phacodes personatus är en skalbaggsart som beskrevs av Wilhelm Ferdinand Erichson 1842. Phacodes personatus ingår i släktet Phacodes och familjen långhorningar. Inga underarter finns listade i Catalogue of Life.

## Bildgalleri

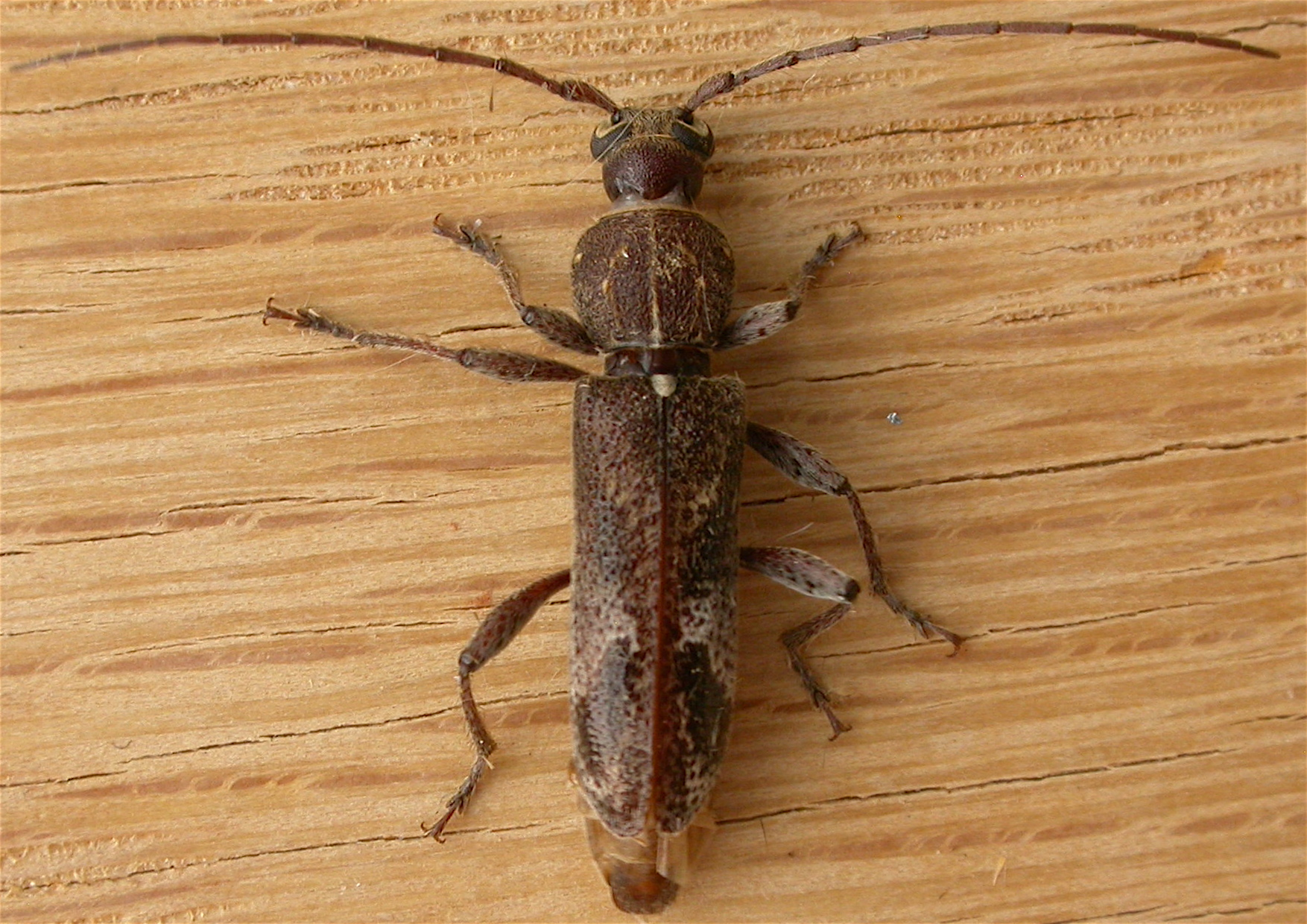
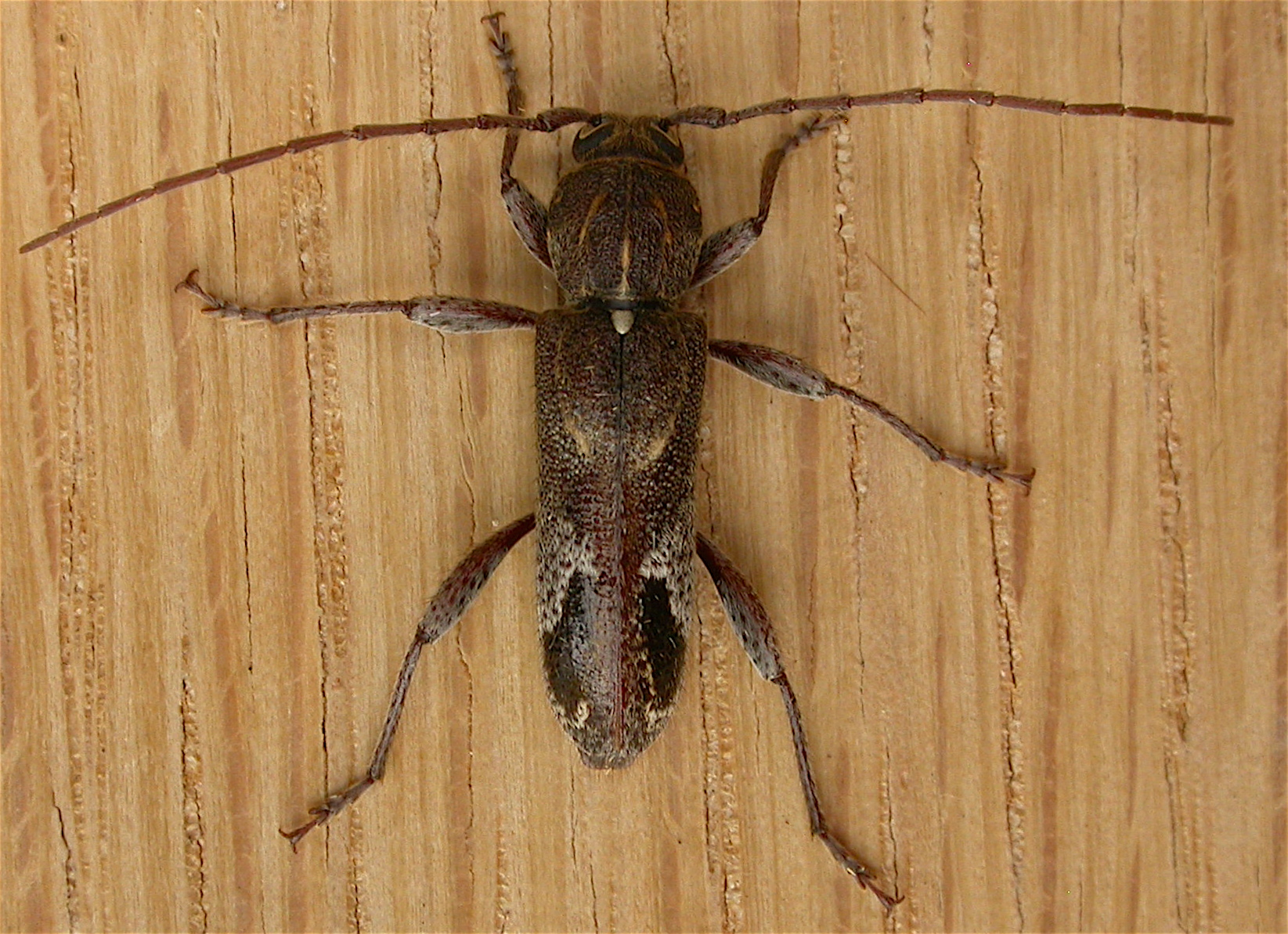